# Епархия Раджшахи
Епархия Раджшахи (лат. Dioecesis Raishahiensis) — епархия Римско-католической церкви c центром в городе Раджшахи, Бангладеш. Епархия Раджшахи входит в митрополия Дакки. Кафедральным собором епархии Раджшахи является собор Доброго Пастыря.

## История
21 мая 1990 года Римский папа Иоанн Павел II выпустил буллу Quo aptius, которой учредил епархию Раджшахи, выделив её из епархии Динаджпура.

## Ординарии епархии
- епископ Патрик Д’Росарио (21.05.1990 — 3.02.1995) — назначен епископом епархии Читтагонга;
- епископ Паулинус Коста (11.01.1996 — 9.07.2005) — назначен архиепископом Дакки;
- епископ Gervas Rozario (15.01.2007 — по настоящее время).